# Rola (Sängerin)
Rola Mardirose Hinterbichler (* 12. Februar 1990 in Accra, Ghana) ist eine deutsche R&B-Sängerin mit ghanaischen und libanesischen Wurzeln. Von 2005 bis 2010 war sie Mitglied der dreiköpfigen Band Sistanova. Seither ist sie als Solokünstlerin tätig. 2018 veröffentlichte sie ihr erstes Studioalbum.

## Leben
Rola Madirose Hinterbichler wurde am 12. Februar 1990 in Accra, Ghana geboren. Ihre Mutter ist Ghanäerin, ihr Vater Libanese armenischer Herkunft. Im Alter von drei Jahren zog sie nach Frankfurt am Main, wo sie mit ihrer Mutter und ihrem Stiefvater aus Bayern aufwuchs. In einem Schulhort begann sie zusammen mit Kisita Elizabeth Massamba, sich mit Tanz und Gesang zu beschäftigen.

## Karriere

### 2004–2012: Anfänge mit Sistanova
2004 lernten Rola und Massamba die Sängerin Viviane Meyer kennen und gründeten die Band Black Supremes. Das Produzententeam Noizemakers nahm die Band dann mit dem Namen Sistanova unter Vertrag. 2006 unterzeichneten sie einen Vertrag mit Warner Music.
Die Band veröffentlichte ihre erste Single Was ist los? am 21. September 2007. Diese erreichte im Oktober 2007 die deutschen Singlecharts und verblieb dort zwei Wochen. Im November 2007 traten sie als Vorgruppe von Rihanna auf ihrer Good Girl Gone Bad Tour in Deutschland auf. Ebenso waren sie die Vorgruppe der Band Rapsoul in Deutschland. Das erste Album von Sistanova trägt den Titel Unglaublich und wurde am 5. Dezember 2008 veröffentlicht. Der Charterfolg blieb aus. Im Jahr 2010 löste sich die Band komplett auf, um sich auf Soloprojekte zu konzentrieren.
Im Jahr 2011 nahm Rola in der ersten Staffel von The Voice of Germany teil. Sie trat in den Blind Auditions mit dem Lied Wenn das Liebe ist von der Band Glashaus an und kam in das Team von Rea Garvey. In der zweiten Runde, der Battle Round, sang sie zusammen mit Tiziana Belmonte das Lied Little Numbers von der Band Boy. Garvey entschied sich für Belmonte und Rola musste die Show verlassen.

### 2013–2017: Erste Soloprojekte
2013 veröffentlichte sie ihr erstes Soloprojekt. Die EP Live wurde am 1. Juni 2013 veröffentlicht und enthält zwei Lieder, die von Rola live gesungen wurden. Am 4. Oktober 2013 erschien der Song Venus & Mars von dem Rapper Capo, wo Rola einen Beitrag beigesteuert hatte. Der Song erschien auf dem Album Hallo Monaco von Capo.
Mit Weck mich auf erschien 2014 die erste Single aus ihrer zweiten EP Rot oder Blau, welche am 20. März 2015 erschien. Diese enthält vier neue Songs und einen Remix. Im gleichen Jahr, am 31. Oktober 2015 erschien die dritte EP 200 km/h. Auch diese enthält vier neue Songs.
Im Jahr 2016 war Rola als Gastmusikerin auf Chimas Lied Willkommen und Meezys Lied Hinter dem Mond zu hören. Am Ende des Jahres veröffentlichte sie die beiden Singles Federfrei und Hell. 2017 war sie auf dem Song Risiko von Marvin Game zu hören. Am 15. Dezember 2017 erschien die Single Trumanshow, welche während der Arbeiten an dem ersten Album entstand.

### 2018–2020: Erstes Studioalbum12:12und weitere Projekte
Am 9. Februar 2018 erschien der Song Akku leer, welchen sie zusammen mit dem Rapper Olexesh aufnahm als erste Single aus ihrem ersten Studioalbum 12:12, welches am 14. September 2018 erschien. Zuvor veröffentlichte sie mit Zero Fcks, Freundin mit Wanja Janeva, Blender und Chilln mit Reezy vier weitere Singles. Zu allen Singles drehte sie auch Musikvideos, welche auf Youtube Premiere feierten. Das Album sowie die Singles erschienen unter dem Label Sony Music. Im gleichen Jahr war Rola auch auf zahlreichen Songs von anderen Rappern und Sängern zu hören.
Zusammen mit Manuellsen trat Rola am 30. November 2018 bei der Musikshow The Dome auf. Der Auftritt wurde jedoch nicht im Fernsehen ausgestrahlt. Die EP Xmas Tape erschien am 16. Dezember 2018 und enthält vier bekannte Weihnachtslieder, die Rola eingesungen hat. Zusammen mit Megaloh erschien im Frühjahr 2019 die Single Wie viel Liebe noch fehlt. Zur gleichen Zeit hatte sie einen Werbevertrag mit Fanta. Ende April 2019 war Rola unterwegs auf ihrer ersten eigenen Tournee.
Am 14. Februar 2020 veröffentlichte Rola die Single Roli zusammen mit einem Musikvideo. Am 20. März 2020 folgte die Single Keine Homies und am 5. Juni 2020 Ich mach alles. Den Song Ich mach alles nahm sie später mit dem Rapper Manuellsen neu auf. Diese Version erschien am 16. Oktober des gleichen Jahres als Single. Dinero erschien am 11. September 2020 als Single, das Duett  You and Me mit der ghanaischen Sängerin Wendy Shay am 6. November 2020. Der Song Jackpot, welchen sie mit Niqo Nuevo aufnahm, erschien am 25. Dezember 2020 als Single. Außerdem war sie auf dem Benefiz-Song Bist du wach? zu hören, welcher auf Rang 31 in den deutschen Singlecharts einstieg.

### 2021–2022: Zweites StudioalbumVenusundAfrodisia
Das zweite Studioalbum Venus wurde am 9. April 2021 veröffentlicht. Es erschien unter keinem Label, Rola veröffentlichte dieses Album unter ihren Namen selbst. Zuvor wurden vier Singles aus dem Album veröffentlicht. Als erste Single erschien der Song Unsichtbar am 22. Januar 2021, gefolgt von der der zweiten Single Ride or Die am 12. Februar 2021. Dieser Song beinhaltet ein Sample von dem Song If You Had My Love der Sängerin Jennifer Lopez aus dem Jahr 1999. Als dritte Single erschien am 5. März 2021 der Song Yalla Bye. Diesen Song nahm sie mit dem Rapper Manuellsen auf, mit welchem sie zuletzt 2020 zusammengearbeitet hatte. Als vierte und zugleich letzte Single erschien der Song Neptun am 26. März 2021. Zu allen vier Singles erschien jeweils ein Musikvideo mit einer Choreographie von verschiedenen Choreographen. Die Musikvideos bauen inhaltlich aufeinander auf. Zwei Tage nach der Veröffentlichung des Albums wurde eine Dokumentation auf der Streamingplattform Amazon Music über das Album veröffentlicht.
Am 30. April 2021 erschien die Single Liquid Sunlight, welche Rola zusammen mit Moglii aufnahm. In Zusammenarbeit mit Dexter und Iamnobodi erschien im Oktober desselben Jahres der Song Feels Like Home. Seit November 2021 moderiert Rola das Format Update Deluxe auf dem Musiksender Deluxe Music im Wechsel mit dem Moderator Markus Kavka. Im Dezember 2021 wurde der Song Die Krabbe und das Meer veröffentlicht. Dieser entstand in Zusammenarbeit mit der Organisation Viva con Agua, Josi Miller und Bela B.
Am 7. Januar 2022 kündigte Rola an, vor ihrer geplanten Venus Tour im März und April eine EP mit dem Namen Afrodisia zu veröffentlichen. Als erste Single wurde am selben Tag der Song Komm näher veröffentlicht. Die zweite Single Hayate mit der B-Seite So schön erschien drei Wochen später. Als dritte Single wurde der Titelsong der EP im Februar 2022 veröffentlicht. Im März gab Rola bekannt, dass die Tour abgesagt wurde. Die EP Afrodisia erschien am 8. April 2022. Am 1. Juli 2022 erschien der Song Nur Du II, welcher eigentlich auch auf die EP kommen sollte. Zudem ist er Song eine Fortsetzung von Nur Du, dem ersten Song auf Venus.

## Diskografie

### Studioalben
| Jahr | Titel Musiklabel             | Anmerkungen                              |
| ---- | ---------------------------- | ---------------------------------------- |
| 2018 | 12:12 Sony Music             | Erstveröffentlichung: 14. September 2018 |
| 2021 | Venus Selbstveröffentlichung | Erstveröffentlichung: 9. April 2021      |

### EPs
| Jahr | Titel Musiklabel                     | Anmerkungen                             |
| ---- | ------------------------------------ | --------------------------------------- |
| 2013 | Live Khaled El Hawi                  | Erstveröffentlichung: 1. Juni 2013      |
| 2015 | Rot oder Blau Selbstveröffentlichung | Erstveröffentlichung: 20. März 2015     |
| 2015 | 200 km/h Selbstveröffentlichung      | Erstveröffentlichung: 31. Oktober 2015  |
| 2018 | Xmas Tape Sony Music                 | Erstveröffentlichung: 16. Dezember 2018 |
| 2022 | Afrodisia Selbstveröffentlichung     | Erstveröffentlichung: 8. April 2022     |

### Singles
| Jahr | Titel Album                 | Anmerkungen                                                                             |
| ---- | --------------------------- | --------------------------------------------------------------------------------------- |
| 2014 | Weck mich auf Rot oder Blau | Erstveröffentlichung: 1. Oktober 2014                                                   |
| 2014 | Run Away –                  | Erstveröffentlichung: 28. Oktober 2014                                                  |
| 2016 | Federfrei –                 | Erstveröffentlichung: 28. November 2016                                                 |
| 2016 | Hell –                      | Erstveröffentlichung: 19. Dezember 2016                                                 |
| 2017 | Trumanshow –                | Erstveröffentlichung: 15. Dezember 2017                                                 |
| 2018 | Akku leer 12:12             | Erstveröffentlichung: 9. Februar 2018 feat. Olexesh                                     |
| 2018 | Zero Fcks 12:12             | Erstveröffentlichung: 18. Mai 2018                                                      |
| 2018 | Freundin 12:12              | Erstveröffentlichung: 8. Juni 2018 feat. Wanja Janeva                                   |
| 2018 | Blender 12:12               | Erstveröffentlichung: 13. Juli 2018                                                     |
| 2018 | Chilln 12:12                | Erstveröffentlichung: 7. September 2018 feat. Reezy                                     |
| 2019 | Wie viel Liebe noch fehlt – | Erstveröffentlichung: 15. Februar 2019 mit Megaloh                                      |
| 2020 | Roli –                      | Erstveröffentlichung: 14. Februar 2020                                                  |
| 2020 | Keine Homies –              | Erstveröffentlichung: 20. März 2020                                                     |
| 2020 | Ich mach alles –            | Erstveröffentlichung: 5. Juni 2020 (Solo); 16. Oktober 2020 (Remix)* * feat. Manuellsen |
| 2020 | Dinero –                    | Erstveröffentlichung: 11. September 2020                                                |
| 2020 | You and Me –                | Erstveröffentlichung: 6. November 2020 mit Wendy Shay                                   |
| 2020 | Jackpot –                   | Erstveröffentlichung: 25. Dezember 2020 mit Niqo Nuevo                                  |
| 2021 | Unsichtbar Venus            | Erstveröffentlichung: 22. Januar 2021                                                   |
| 2021 | Ride or Die Venus           | Erstveröffentlichung: 12. Februar 2021                                                  |
| 2021 | Yalla Bye Venus             | Erstveröffentlichung: 5. März 2021 feat. Manuellsen                                     |
| 2021 | Neptun Venus                | Erstveröffentlichung: 26. März 2021                                                     |
| 2021 | Liquid Sunlight –           | Erstveröffentlichung: 30. April 2021 mit Moglii                                         |
| 2021 | Feels Like Home –           | Erstveröffentlichung: 7. Oktober 2021 mit Dexter & Iamnobodi                            |
| 2021 | Die Krabbe und das Meer –   | Erstveröffentlichung: 17. Dezember 2021 mit Viva Alpagua feat. Josi Miller & Bela B     |
| 2022 | Komm näher Afrodisia        | Erstveröffentlichung: 7. Januar 2022                                                    |
| 2022 | Hayate Afrodisia            | Erstveröffentlichung: 28. Januar 2022 B-Seite: So schön                                 |
| 2022 | Afrodisia                   | Erstveröffentlichung: 25. Februar 2022                                                  |
| 2022 | Nur Du II –                 | Erstveröffentlichung: 1. Juli 2022                                                      |
| 2023 | Mein Herz –                 | Erstveröffentlichung: 20. Oktober 2023                                                  |

### Gastbeiträge
| Jahr | Titel Album                                      | Anmerkungen |
| ---- | ------------------------------------------------ | --- |
| 2013 | Venus & Mars Hallo Monaco                        | Erstveröffentlichung: 4. Oktober 2013 Capo feat. Rola |
| 2016 | Willkommen 2023                                  | Erstveröffentlichung: 25. Februar 2016 Chima feat. Rola |
| 2016 | Hinter dem Mond Meilenstein                      | Erstveröffentlichung: 7. Oktober 2016 Meezy feat. Rola |
| 2017 | Risiko 20:15                                     | Erstveröffentlichung: 13. Oktober 2017 Marvin Game feat. Rola |
| 2018 | Intro NJC                                        | Erstveröffentlichung: 29. März 2018 Manuellsen & Micel O. feat. Rola |
| 2018 | Gegen den Strom Arrivé                           | Erstveröffentlichung: 13. Juli 2018 Mortel feat. Rola |
| 2018 | Porzellan 13489                                  | Erstveröffentlichung: 14. September 2018 Shadow030 feat. Rola |
| 2018 | Halbmond im iPhone MB4                           | Erstveröffentlichung: 14. Dezember 2018 Manuellsen feat. Rola |
| 2018 | Nach Hause Platz an der Sonne (Features Edition) | Erstveröffentlichung: 15. Dezember 2018 BSMG feat. Rola |
| 2018 | Vertrauen Ich. Liebe. Geld. 3                    | Erstveröffentlichung: 21. Dezember 2018 Greeny feat. Rola |
| 2020 | Bist du wach? –                                  | Erstveröffentlichung: 23. April 2020 Azzi Memo feat. Nate57, Veysel, Sinan-G, Kool Savas, NKSN, Rola, Disarstar, Maestro, Hanybal, Celo & Abdi, Manuellsen, Silla, Credibil, Ali471, Milonair, Mortel & KEZ |
| 2020 | Broken Pieces (Remix) –                          | Erstveröffentlichung: 31. Juli 2020 XAY feat. Niqo Nuevo & Rola |
| 2020 | Girl \| Boy Sommerseite                          | Erstveröffentlichung: 11. September 2020 KLAN feat. Rola |
| 2021 | Toxic (Remix) –                                  | Erstveröffentlichung: 7. Mai 2021 Kranium feat. Rola |
| 2021 | Wunden –                                         | Erstveröffentlichung: 14. Mai 2021 Willy Will feat. Rola |
| 2021 | Sag es mir N                                     | Erstveröffentlichung: 29. Oktober 2021 NKSN feat. Rola |